# Jerzy Kłosiński
Jerzy Kłosiński (ur. 29 września 1953 w Lubawie) – polski dziennikarz, działacz opozycji w PRL, w latach 2002–2016 redaktor naczelny Tygodnika Solidarność. Od 2016 wiceprezes Polskiego Radia.

## Życiorys

### Do 1989
Ukończył technikum mechaniczne w Ursusie (1973). Następnie odbywał zasadniczą służbę wojskową. Po jej ukończeniu studiował polonistykę na Uniwersytecie Warszawskim. Po ukończeniu studiów w 1979, pracował krótko jako nauczyciel w szkole podstawowej nr 130 w Warszawie. Od września 1980 zaangażował się w działalność NSZZ „Solidarność”, m.in. założył komisję zakładową związku w swoim miejscu pracy. Od początku 1981 poświęcił się dziennikarstwu, w czerwcu 1981 został członkiem redakcji gazety codziennej Regionu Mazowsze NSZZ Solidarność – "Niezależność" i pracował w nim do likwidacji pisma w listopadzie 1981. Po ogłoszeniu stanu wojennego współpracował do końca 1982 z Ewą Kulik przy organizowaniu prac Regionalnego Komitetu Wykonawczego Mazowsze - podziemnej struktury „Solidarności”. Od 1983 do 1988 był członkiem redakcji i jednym z faktycznych szefów pisma "CDN - Głos Wolnego Robotnika" związanego z MRK „Solidarności”. Równocześnie od 1983 pracował jako nauczyciel w liceach warszawskich, a od 1986 do 1989 był redaktorem comiesięcznego magazynu dźwiękowego redakcji "Niewidomy Spółdzielca" kolportowanego w formie kaset dla spółdzielni niewidomych.

### Od 1989
W 1989 został członkiem Stowarzyszenia Dziennikarzy Polskich. W latach 1990–91 sprawował funkcję redaktora naczelnego tygodnika "Wiadomości Skierniewickie", pracował również jako dziennikarz Programu I PR, W maju 1991 został członkiem redakcji "Tygodniku Solidarność": kolejno jako szef działu krajowego (1991-1994), zastępca redaktora naczelnego (1994-2002), redaktor naczelny (od stycznia 2002 do 16 sierpnia 2015). W latach 2005–2011 był wiceprezesem SDP. W styczniu 2016 został mianowany wiceprezesem Polskiego Radia.
Jest współautorem (wspólnie z Radosławem Januszewskim i Janem Strękowskim) wywiadu-rzeki "Olszewski - przerwana premiera" (1992, wyd. Tygodnik Solidarność) oraz autorem książek "Drogi do Solidarności" (2014, wyd. Patria Media) i "Historyk na tropie zdrady elit. Rzecz o Jerzym Łojku" (2021, wyd. LTW). W 2019 ukazała się książka-biografia "Macierewicz. Człowiek do zadań niemożliwych" autorstwa Jerzego Kłosińskiego (wyd. Biały Kruk), podczas premiery której autor powiedział, że Polakom należy się prawda o Antonim Macierewiczu, bo odgrywał kluczową rolę w przełomowych dziejach Polski, od czasów KOR-u aż po czas katastrofy smoleńskiej. A powstają książki, które są stekiem kłamstw czy wręcz horrendalną aberracją wokół Antoniego Macierewicza – tymczasem jest on jedną z najbardziej istotnych postaci polskiej sceny politycznej. W roku 2023  wydał  kolejną  monografię: "Mistrz - profesor Artur Hutnikiewicz" (wyd. Towarzystwa Naukowego w Toruniu).

## Odznaczenia
- Zasłużony Działacz Kultury (2001)
- Krzyż Kawalerski Orderu Odrodzenia Polski (2006)[4][5].